# Вріст (Німеччина)
Вріст (нім. Wrist) — громада в Німеччині, розташована в землі Шлезвіг-Гольштейн. Входить до складу району Штайнбург. Складова частина об'єднання громад Келлінгузен.
Площа — 10,12 км2. Населення становить 2319 ос. (станом на 31 грудня 2020).

## Галерея

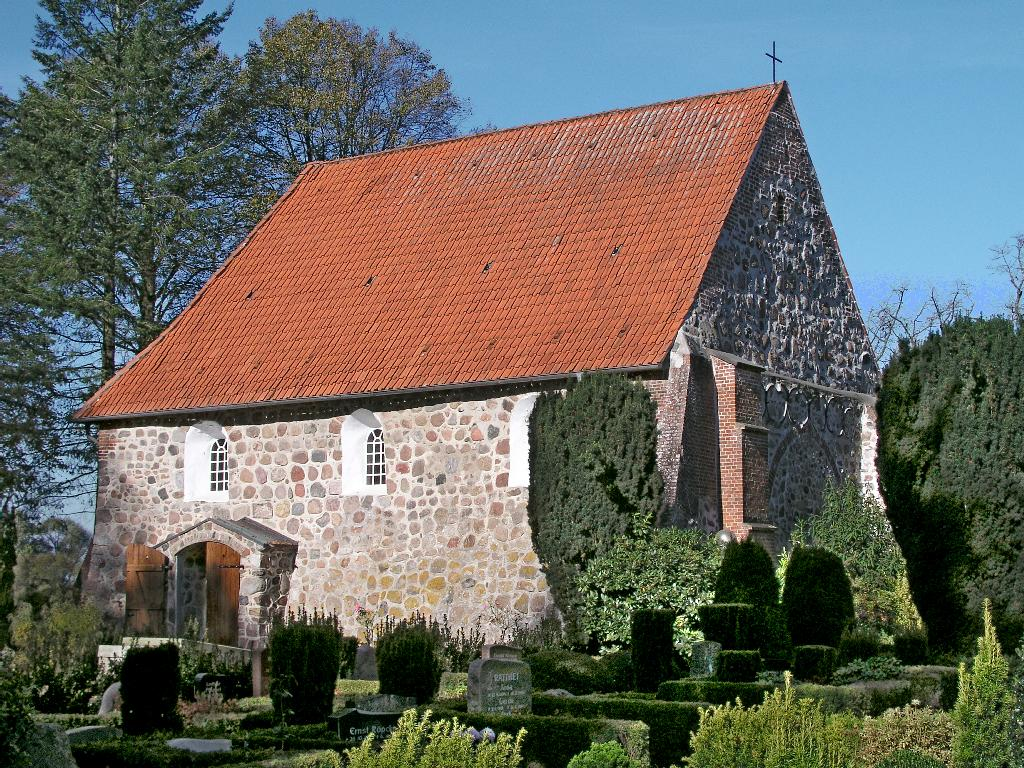